# يادويغا ملكة بولندا
يادويغا (بالانجليزية:Hedwig 1373/4 – 17 July 1399) كانت ملكة بولندا من 1384 إلى وفاتها. وكانت تنتمي إلى آل أنجو الكابيتيون، ابنة الملك لويس الأول المجري وإليزابيث البوسنة. تعتبر يادويغا ملكة بولندا، قديسة في الكنيسة الرومانية الكاثوليكية، ومن رُعاة أوروبا.
كان من المخطط أن تتزوج فيلهلم دوق النمسا في عام 1375، وأن تعيش في فيينا منذ عام 1378 إلى عام 1380. قيل أن والد يادويغا اعتبرها وزوجها فيلهلم خلفاء مناسبين له في المجر بعد وفاة أختها الكبرى كاثرين في عام 1379؛ وذلك منذ أن تعهد النبلاء البولنديين في نفس العام بتكريمهم لابنة لويس الثانية، ماري، وخطيبها سيغيسموند من لوكسمبورغ. مات لويس، وأصرّت والدتها في عام 1382 على تتويج ماري «ملكًا للمجر». حاول سيغيسموند من لوكسمبورغ السيطرة على بولندا، ولكن النبلاء البولنديين ردوا بأنهم سيكونون مطيعين لابنة الملك لويس فقط في حال استقرارها في بولندا. اختارت الملكة إليزابيث يادويغا لاستلام الحكم هناك، ولكنها لم ترسلها إلى كراكوف لتتويجها. أصبح سيمويت الرابع الأصغر، دوق ماسوفيا، مرشحًا للعرش البولندي خلال فترة خلو العرش. فضله نبلاء بولندا الكبرى واقترحوا عليه الزواج من يادويغا، وعارضه نبلاء بولندا الصغرى وأقنعوا الملكة إليزابيث بإرسال يادويغا إلى بولندا.
توِّجت يادويغا «ملكًا» لكراكوف عاصمة بولندا في 16 أكتوبر عام 1384. يعكس تتويجها إما معارضة النبلاء البولنديين لأن يصبح زوجها المرتقب فيلهلم ملكًا دون مزيد من المفاوضات، أو أكد ببساطة عليها كملكة حاكمة. فتح مستشارو يادويغا مفاوضات مع يوغيلا، دوق ليتوانيا الأكبر والذي كان وثنيًا حينها، بشأن زواجه المحتمل من يادويغا بموافقة والدتها. وقع يوغيلا على اتحاد كريفو، وتعهد بالتحول إلى الكاثوليكية والترويج لتحويل رعاياه الوثنيين أيضًا. سارع فيلهلم حينها إلى كراكوف، على أمل الزواج من خطيبة طفولته يادويغا، ولكن طرده النبلاء البولنديين في أواخر أغسطس عام 1385. تزوج يوغيلا، الذي تغير اسمه إلى فلاديسلاف بعد المعمودية، من يادويغا في 15 فبراير عام 1386. تقول الأسطورة أنها وافقت على الزواج منه فقط بعد صلاة طويلة سعيًا وراء الإلهام الإلهي.
توِّج يوغيلا، الذي عُرِف باسم فلاديسلاف ياغيلو، ملكًا لبولندا في 4 مارس عام 1386. عمل ياغيلو بصفته شريكًا ليادويغا بالحكم، بشكل وثيق مع زوجته. سارعت يادويغا إلى مملكة غاليسيا-فولينيا، التي كانت تحت الحكم المجري، بعد أن سجن النبلاء المتمردين في مملكة المجر وكرواتيا والدتها وأختها، وأقنعت معظم السكان بأن يصبحوا رعايا للتاج البولندي. توسطت بين أقارب زوجها المتنازعين، وبين بولندا وفرسان تيوتون. تقدمت يادويغا وياغيلو بدعوى للمجر ضد أرملة سيغيسموند من لوكسمبورغ بعد وفاة أختها ماري في عام 1395، ولكن اللوردات المجريين فشلوا في دعمهم.

## الإرث

### القداسة
كتب أوسكار هاليكي أن يادويغا نقلت «التراث العالمي للعالم المسيحي، الذي كان يتضاءل في الغرب في ذلك الوقت، ولكنه في حالة ازدهار في شرق أوروبا الوسطى، وبدأ بالاندماج مع عالم ما قبل عصر النهضة» إلى دول شرق أوروبا الوسطى. ارتبطت يادويغا ارتباطًا وثيقًا بأميرات القرن الثالث عشر القديسات، اللائي كُرِّمن في المجر وبولندا، بما في ذلك إليزابيث من المجر وبنات أختها كينغا ويولاندا وسالومي من بولندا. وُلِدت يادويغا لعائلة مشهورة بحماسها الديني، وكانت تحضر القداس كل يوم. كرست عادات العائلة يادويغا بشكل خاص للسيدة مريم العذراء. طلبت يادويغا حفر نقش من اختيارها على كأس ثمين، ووَضِع في كاتدرائية فافل. سأل هذا النقش السيدة العذراء أن تضع بولندا تحت حمايتها.
كُرِّمت يادويغا في بولندا فور وفاتها. قال ستانيسواف من سكاربيميرز في كلمته التي قالها أثناء التأبين بأن يادويغا كانت «أكثر ملكة مسيحية». تحدث بول من زاتور عن التماثيل الشمعية الموضوعة بالقرب من قبرها. أكدت الخطب المكتوبة في أوائل القرن الخامس عشر أن يادويغا كانت ممثلة الفضائل التقليدية للمرأة المقدسة، مثل الرحمة والإحسان. ذكر علماء القرن الخامس عشر أيضًا مساهمة يادويغا في ترميم جامعة كراكوف.

روت العديد من الأساطير المعجزات لتبرير قداستها، وكان أشهرها «صليب يادويغا» و«قدم يادويغا»:
كانت يادويغا تصلي معظم صلواتها أمام صليب أسود كبير معلق في الممر الشمالي لكاتدرائية فافل. قيل إن المسيح على الصليب تكلم معها خلال إحدى هذه الصلوات. ما يزال الصليب، «صليب القديسة يادويغا»، موجودًا مع أثرها المقدس تحته. اعتُبِرت يادويغا صوفية من العصور الوسطى بسبب هذا الحدث. قالت إحدى الأساطير الأخرى بأنها أخذت قطعة من المجوهرات من قدمها وأعطتها لرجل فقير يعمل بالبناء توسل لمساعدتها. لاحظ الملك عند مغادرته أثر قدمها في الأرضية الجصية لمكان عمله، وذلك على الرغم من تصلّب الجص قبل قدومها. يمكن رؤية أثر قدمها المفترض حتى الآن، والمعروف باسم «قدم يادويغا»، في إحدى كنائس كراكوف.
قالت أسطورة أخرى أنها كانت تشارك في موكب عيد القربان عندما غرق ابن صائغ نحاسي بعد سقوطه في نهر. ألقت يادويغا عباءتها على جسد الصبي فاستعاد الحياة.
صلى البابا يوحنا بولس الثاني في جنازتها في 8 يونيو عام 1979. أكدت جماعة العبادة الإلهية ونظام الأسرار المقدسة رسميًا تطويبها في 8 أغسطس عام 1986. ذهب البابا إلى قدّاس يادويغا في كراكوف في 8 يونيو عام 1997.